# Футорянський Савелій Ілліч
Саве́лій Ілліч Футоря́нський (*1900, смт Тиврів, нині Вінницької області — †28 грудня 1925, м. Київ) — український композитор, диригент і музичний критик.

## Біографія
Народився в сім'ї лікаря Тиврівської бурси. Навчався в Тиврівській бурсі і 3-й Київській гімназії, яку закінчив у 1918. Ще в гімназії відчув потяг до музики, тому вступив до Київської консерваторії. Закінчив Московську консерваторію (1921).
З 1920 працював музичним інструктором у Червоній армії і київській політосвіті. З 1922 — диригент драматичного театру в Києві, з 1923 керував музичною студією ім. Миколи Леонтовича та дитячою музичною студією.
Загинув унаслідок трагічного випадку, випивши замість води розчин сулеми.

## Творчість
У доробку композитора — дві сонати, марш, покладені на музику вірші сучасних поетів, зокрема хори на слова Павла Тичини («Великодній дощ», «Ми дзвіночки»), фортепіанові твори, солоспіви, незакінчена книжка «Музика та революція».
Активно виступав у пресі як музичний критик, дописував у газети «Більшовик», «Пролетарська правда», «Вісти ВУЦВК», журналі «Музика».